# Millionaires
Millionaires é um projeto de electropop estadunidense formada em 2007 pelas irmãs Allison Wonderland e Melissa Marie. Pouco mais tarde, juntar-se-ia a elas Dani Artaud, que abandonou o projeto em 2010. O projeto Millionaires continuou como uma dupla até 2022, quando Allison anunciou a sua saída do mesmo, continuando Melissa Marie o projeto Millionaires a solo.
As letras de suas músicas são basicamente sobre dinheiro, balada, álcool e sexo. Em seus primeiros anos, Millionaires foi um dos mais bem-sucedidos projeto musicais a ganhar fama a através do MySpace e muita da sua música ajudou na formação do gênero crunkcore.

## Carreira
Millionaires começou no final do verão de 2007 "de forma acidental", quando as irmãs Melissa e Allison Green começaram a fazer músicas com o GarageBand. A canção foi intitulada "I Like Money", e então criaram um perfil no MySpace, para poder divugar suas músicas, assumindo o nome "Millionaires", com base no título de sua primeira canção, "I Like Money". Mais tarde, eles criaram sua segunda canção, intitulada "Hoe Down".Na época de sua estreia no MySpace, eles estavam pensando em lançar um EP com o título de "La La Love" ou "Girls With Guns", contendo suas canções feitas com o GarageBand.
Elas começaram a fazer shows no e viajaram apenas pequenas distâncias. Se apresentaram em festivais de música tais como Roots Rockin, Bamboozle Left 2008 e Audio Overload 2008. Em julho de 2008, elas saíram em sua primeira turnê, com a banda Breathe Carolina, em toda a costa oeste dos EUA. Mais tarde, em julho, elas encabeçaram o Get F$cked Up tour,
Em julho de 2008, eles tocaram no programa TRL, da MTV, onde apresentaram o seu hit do MySpace "I Move It". As meninas voltaram em janeiro e fevereiro de 2009, com a turnê Just Got Paid, Let's Get Laid.
Elas fizeram uma breve canção intitulada "Ooh Uh Huh", que se tornou a música tema para a reality show da MTV A Double Shot at Love. A canção "Hey Rich Boy" também foi usada como tema de Teen Cribs, também da MTV. A música "Alcohol" também foi destaque na trilha sonora da terceira série de Skins. As suas canções "I Like Money" e "I Move It" forma apresentadas no programa da MTV My Life as Liz. Sua cover da música "Le Freak", da banda Chic, foi incluída no filme da MTV Turn The Beat Around. Em 23 de junho de 2009, elas lançaram um EP com o título de seu novo single do EP Just Got Paid, Let's Get Laid, que era uma revenda de Bling! Bling! Bling! apenas com duas faixas a mais. Dani Artaud estava na formação original, porém saiu.
Um clipe da música "Prom Dress" foi lançado no site Popjustice em 8 de dezembro de 2009. A canção de Natal "Rated Xmas" foi liberado no dia 16 de dezembro.
Em 2010, elas lançaram o single - que seria o último com Dani - "Stay The Night", canção com uma pegada mais pop mainstream e com um "sabor" a "Holiday", da Madonna. O single foi promovido no Reino Unido, uma vez que no ano anterior o grupo tinha assinado pela gravadora inglesa B-Unique, havendo a intenção de lançar um álbum em 2010. Porém, após o lançamento de "Stay The Night", e ao fim de algum tempo sem promoção ou atualizações, o grupo fui abandonado pela gravadora e o lançamento do álbum foi cancelado. O ano de 2010 também foi marcado pelas acusações dos membros do projeto Millionaires de que Kesha havia roubado o estilo delas.
Em 2012, lançaram a mixtape Your Girl Does Party e em 2013 o seu único álbum até ao momento, Tonight, que vendeu 697 cópias na primeira semana.
Em 2022, Melissa Marie anunciou que a irmã tinha abandonado o projeto e que ela, Melissa Marie, continuaria o Millionaires como único membro do mesmo.

## Integrantes
| Atuais - Melissa Marie Green – vocais (2007–presente) - Meredith Hurley – vocais (2023–presente) |

Anteriores
- Dani Artaud – vocais (2007–2010)
- Allison Green – vocais (2007–2022)
- Anissa Zermeno – vocais (2023–2024)

Linha do tempo